# Tóth Gábor (politikus)
Tóth Gábor (Jászfényszaru, 1953. január 31. –) magyar vállalkozó, politikus, 1998 és 2014 között országgyűlési képviselő (Fidesz), 2006-tól 2014-ig Bag polgármestere.

## Élete
Tóth Gábor 1953-ban született Jászfényszarun, paraszti családba, édesapja földműves, édesanyja háztartásbeli dolgozó volt. Általános iskolai tanulmányait szülővárosában, a középiskolát Jászberényben és Szombathelyen végezte. 1966-tól 1970-ig országos versenyeken indult háromtusában, korosztályában 2. és 3. helyeken végzett. 1970-ben vízvezeték-központifűtés-szerelő szakképzettséget szerzett, és a Jászberényi Hűtőgépgyárban kezdett dolgozni szerelőként. Később a budapesti Épületkivitelező Vállalat, majd a jászfényszarui Költségvetési Üzem vezető szerelője lett. 1985-ben melegkonyhás üzletvezetői szakképesítést szerzett és önálló vállalkozást indított, az acsádi Ablánci Malomcsárda és a bagi Hotel Csintó tulajdonosa lett.
1997-ben a Fidesz aszódi szervezetének egyik alapítója lett, 1999-ig a helyi szervezet alelnöke volt. Az 1998-as országgyűlési választáson Pest megye 5. számú, Aszód központú választókerületében szerzett mandátumot a Fidesz színeiben, majd a 2002-es, a 2006-os és a 2010-es országgyűlési választáson is ebből a választókerületből jutott a parlamentbe. Az Országgyűlésben a környezetvédelmi bizottság, majd a honvédelmi és rendészeti bizottság tagja volt, 2001-től 2002-ig a védett madarak pusztításával kapcsolatos eseményeket kivizsgáló albizottság elnöki tisztségét is betöltötte.
A 2006-os önkormányzati választáson Bag község polgármesterének választották, majd a 2010-es önkormányzati választáson ismét polgármester lett. A 2014-es országgyűlési választáson már nem szerzett mandátumot, a 2014-es önkormányzati választáson pedig polgármesteri tisztségét is elvesztette.